# Liste der Einträge im National Register of Historic Places im Linn County (Missouri)

Lage des Linn County in Missouri

Die Liste der Einträge im National Register of Historic Places im Linn County in Missouri führt alle Bauwerke und historischen Stätten im Linn County auf, die in das National Register of Historic Places aufgenommen wurden.

## Legende
| NRHP | Historic Place             |
| NHL  | National Historic Landmark |

## Aktuelle Einträge
| [ 3 ] | Name                                     | Bild                               | Eintragsdatum        | Lage                                                                                                  | Ort     | Beschreibung                       |
| ----- | ---------------------------------------- | ---------------------------------- | -------------------- | --- | ------- | ---------------------------------- |
| 1     | Linn County Courthouse                   | Linn County Courthouse             | 1999 ID-Nr. 99001254 | 108 High Street 39° 52′ 46″ N, 93° 11′ 21″ W                                                          | Linneus |                                    |
| 2     | Linn County Jail and Sheriff’s Residence |                                    | 2001 ID-Nr. 00001659 | 102 North Main Street 39° 52′ 45″ N, 93° 11′ 18″ W                                                    | Linneus |                                    |
| 3     | Locust Creek Covered Bridge              | Locust Creek Covered Bridge        | 1970 ID-Nr. 70000340 | Rund 5 km westlich von Laclede abseits des US 36 39° 47′ 30″ N, 93° 14′ 3″ W                          | Laclede | Längste Covered Bridge in Missouri |
| 4     | Gen. John J. Pershing Boyhood Home       | Gen. John J. Pershing Boyhood Home | 1969 ID-Nr. 69000111 | State Street Ecke Worlow Street 39° 47′ 17″ N, 93° 10′ 8″ W                                           | Laclede |                                    |
| 5     | Plum Grove School                        |                                    | 1994 ID-Nr. 94001203 | County Road 350, rund 500 m nördlich der Kreuzung mit der County Road 346 39° 48′ 48″ N, 93° 12′ 4″ W | Laclede |                                    |